# Spiritbox
Spiritbox je kanadská heavymetalová skupina původem z Victorie v Britské Kolumbii, kterou v říjnu 2017 založili kytarista Mike Stringer a zpěvačka Courtney LaPlante. Kompletní sestavu kapely tvoří manželský pár LaPlante a Stringer spolu s bubeníkem Zevem Rosem a baskytaristou Joshem Gilbertem. Styl kapely zahrnuje elektronické prvky a čerpá z různých vlivů, přičemž se prolíná několika metalovými subžánry s kořeny v metalcoru a progresivním metalu.

## Historie
LaPlante a Stringer byli členy skupiny Iwrestledabearonce, ale kvůli neshodám v kapele následně založili skupinu Spiritbox. V roce 2017 vydali své debutové EP Spiritbox, po němž následovalo EP Singles Collection (2019), kdy už skupina hrála v rozšířené sestavě.
Skupina se proslavila především zaměřením na propagaci prostřednictvím internetu a svou hudbu představili sérií hudebních videoklipů. V roce 2020 vyjeli na své první koncertní turné. Popularitu si nadále získávali několika singly, které se dostaly do žebříčků Billboard. V roce 2021 vydali své debutové album Eternal Blue (2021), které se v americkém žebříčku Billboard 200 umístilo na 13. místě. V roce 2022 vydali své třetí EP Rotoscope a o rok později čtvrté The Fear of Fear.
Vydání druhého studiového alba skupiny s názvem Tsunami Sea je naplánované na 7. březen 2025. Dne 3. března 2025 se na streamovacích službách objevila píseň „Crystal Roses“. Kapela vydání singlu neschválila a píseň byla záhy odstraněna. LaPlante se k odstranění singlu vyjádřil na sociálních sítích.

## Členové

### Současní členové
- Courtney LaPlante – zpěv (2016–současnost)
- Mike Stringer – kytary, doprovodné vokály (2016–současnost), bicí (2016–2018), basová kytara (2016–2018, 2022–2023)
- Zev Rosenberg – bicí (2020–současnost)
- Josh Gilbert – basová kytara, doprovodné vokály (2023–současnost, člen při turné 2022–2023)

### Bývalí členové
- Ryan Loerke – bicí (2018–2020)
- Bill Crook – basová kytara, doprovodné vokály (2018–2022, zemřel v roce 2024)

## Diskografie

### Studiová alba
- Eternal Blue (2021)
- Tsunami Sea (2025)